# مایلن (بخش)
مایلن یکی از بخشهای کانتون زوریخ  در کشور سوئیس است.